# زانا رابرتز راسی

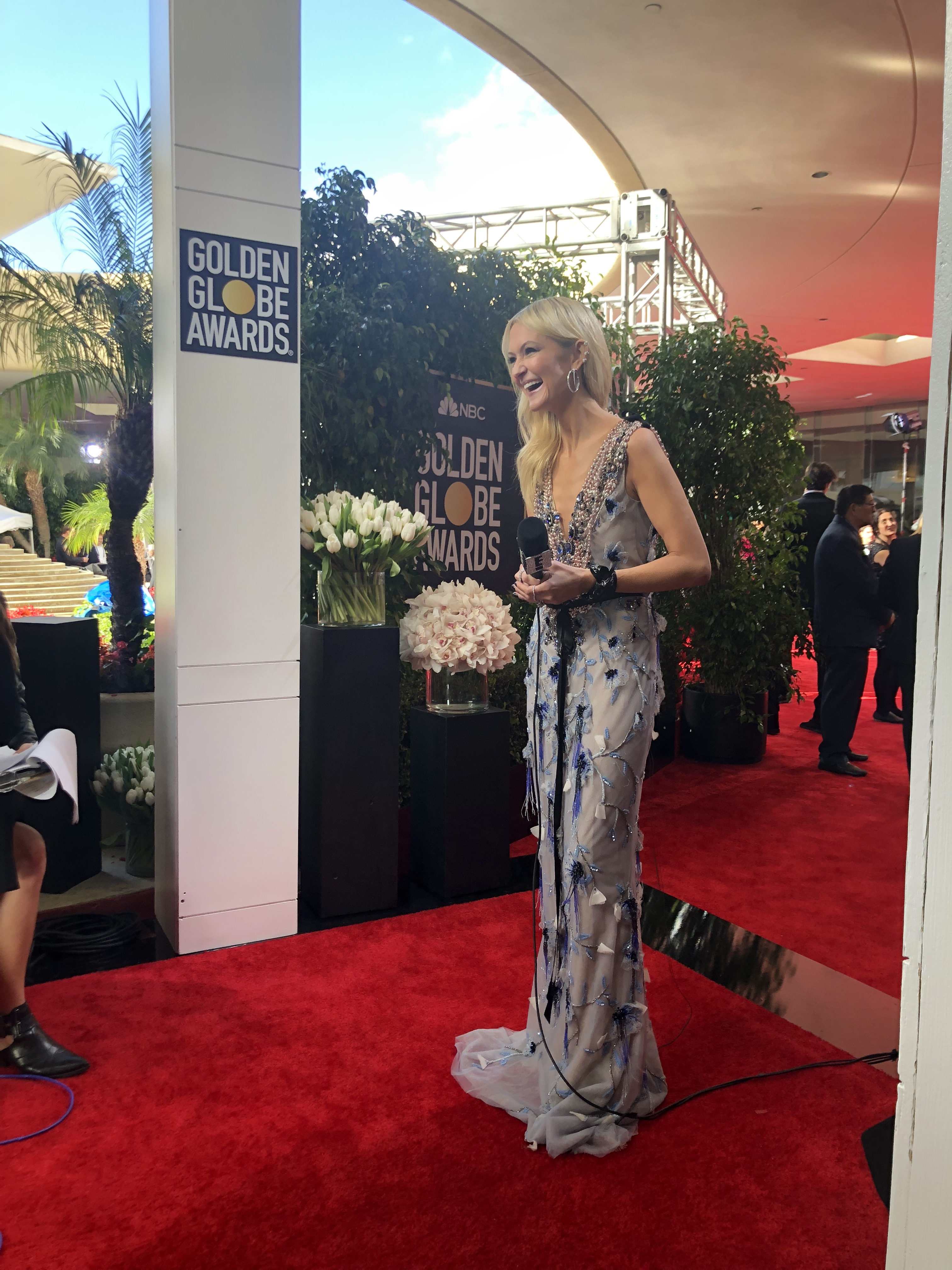
راسی فرش قرمز گلدن گلوب ۲۰۱۹ را با اخبار «ای! نیوز» پوشش می‌دهد!

زانا رابرتز راسی، روزنامه‌نگار و کارآفرین بریتانیایی ساکن نیویورک، در زمینه‌های مد، زیبایی و سرگرمی فعالیت می‌کند. او یکی از بنیان‌گذاران برند آرایشی میلک میکاپ است. راسی هم‌اکنون سردبیر بخش مد مجله ماری کلر و شبکه‌ای! است. او همچنین به‌عنوان گزارشگر مد در شبکه خبری مد، همکار بخش مد برنامه تودی شو، و مشاور مد برای فروشگاه‌های زنجیره‌ای تارگت در آمریکا فعالیت دارد. وی همچنین به‌عنوان مشاور با برندهایی نظیر آدیداس و ویکتوریا سیکرت همکاری می‌کند.

## حرفه
زانا رابرتس راسی با چهره‌های برجسته حوزه سرگرمی مصاحبه می‌کند و یکی از اعضای تیم شبکه‌ای! است. او در برنامه زنده این شبکه، پوشش مراسم فرش قرمز رویدادهایی مانند مت گالا،  اسکار، گلدن گلوب، جوایز برگزیده مردم شبکه‌ای! و جوایز امی را بر عهده دارد. راسی همچنین مجری برنامه پوشش خبری شبکه‌ای! در هفته مد نیویورک است که دو بار در سال برگزار می‌شود. او در نقش خود به‌عنوان یکی از همکاران برنامه تودی شو، بخش‌هایی مرتبط با اِستایل و گزارش خلاصه مراسم فرش قرمز را اجرا می‌کند. همچنین در سال ۲۰۱۸ برای پوشش خبری عروسی سلطنتی به سفر رفت.
حضور راسی در برابر دوربین، او را به یک مربی، داور، کارشناس مد و مجری شناخته‌شده در برنامه‌هایی مانند ستارگان پروژه رانوی و استادان گلامتبدیل کرده است. او همچنین در شبکه‌ای! برنامه‌ای به نام «فقط یک چیز» و مجموعه کوتاه «زیبایی در رفت‌وآمد» را اجرا می‌کند.
راسی در سال ۲۰۱۶ به همراه همسرش مزدک راسی، دیانا روث و جورجی گرویل، شرکت لوازم آرایشی میلک میکاپ را تأسیس کرد. این برند بدون آزمایش روی حیوانات، عاری از پارابن و کاملاً گیاهی است. میلک میکاپ که به‌عنوان یک برند زیبایی تمیز و جذاب شناخته می‌شود، جوایز متعددی از جمله جایزه بهترین زیبایی آلور  و جایزه تغییردهندگان بازی زیبایی تین ووگ را دریافت کرده است.

## زندگی شخصی
زانا رابرتس راسی به همراه همسرش مزدک راسی در شهر نیویورک زندگی می‌کند. آن‌ها دارای دو دختر دوقلو به نام‌های رومی و جونو هستند.

## پیوندهای خارجی
- وب‌سایت رسمی